# Neal Luit Evenhuis
Neal Evenhuis, Neal L. Evenhuis
Pour les articles homonymes, voir Evenhuis.
 (septembre 2023).
Neal Luit Evenhuis, ou Neal L. Evenhuis, nom de jeune fille Kornelus Luit Evenhuis, changement de nom officiel en 2013 (né le 16 avril 1952 à Upland, en Californie) est un entomologiste américain et expert en nomenclature zoologique. Il travaille au musée Bishop à Honolulu (Hawaï) et a décrit plus de 600 espèces de mouches depuis 1976. Les noms d'espèces bizarres qu'il donne souvent lui ont également valu une grande reconnaissance en dehors du monde professionnel.

## Famille et éducation
Neal L. Evenhuis est né en Californie du Sud en 1952 d'immigrants néerlandais qui ont quitté leur pays natal en 1938. Il a étudié la biologie à l'université d'État polytechnique de Californie à Pomona et a obtenu un baccalauréat ès sciences en botanique et entomologie en 1974.[1] En 1976, il rejoint le Bernice Pauahi Bishop Museum à Honolulu, Hawaï en tant qu'illustrateur scientifique. Deux ans plus tard, il a obtenu sa maîtrise en biologie, à nouveau de la California State Polytechnic University. En quelques années, il entre dans la recherche avec des études taxonomiques des mouches du Pacifique. En 1988, il a obtenu son doctorat en entomologie de l'université d'Hawaï à Mānoa à Honolulu. Depuis 2012, il est directeur de la recherche entomologique au musée Bishop.

## Recherche
Les recherches d'Evenhuis portent sur deux familles de mouches, les Bombyliidae et les Mythicomyiidae. Il a décrit de nombreux taxons existants et fossiles, ses premières descriptions incluent plusieurs sous-ordres et familles, plus de 70 genres et plus de 600 espèces. Il est l'auteur ou le co-auteur de plus de 500 publications, dont certaines monographies considérées comme des ouvrages de référence. En 1992, il a reçu le prix Thomas-Say de la Société d'entomologie d'Amérique pour ses recherches. Evenhuis a été président de la Commission internationale de nomenclature zoologique de 2001 à 2007. Ses domaines d'intérêt comprennent l'histoire des sciences, en particulier l'histoire de la diptérologie et la nomenclature zoologique. Il travaille dans des écoles hawaïennes pour enseigner aux élèves comment faire la distinction entre les espèces indigènes et non indigènes.

## Humour scientifique
Evenhuis est connu des entomologistes pour son sens de l'humour. Certains des noms scientifiques qu'il a donnés ont retenu l'attention du public. En 1985, il a nommé un papillon laineux nouvellement découvert Phthiria relativitae, prononcé à peu près comme Théorie de la relativité, en référence à la théorie de la relativité. Afin de faire publier la première description et d'éviter les critiques de ses pairs, il a dû publier sa découverte dans une revue polonaise. L'espèce appartient maintenant au genre Poecilognathus,.
En 2002, il a nommé les espèces de mouches éteintes de la famille des Mythicomyiidae Carmenelectra shechisme d'après l'actrice et chanteuse américaine Carmen Electra. Dans la première description de ce qui était alors la seule espèce, il a justifié sa dénomination du genre par le fait que les deux porteurs du nom avaient un "grand" physique pour leur taxon respectif. Le nom d'espèce shechisme (prononcé comme elle m'embrasse, en allemand : elle m'embrasse ou elle devrait m'embrasser) est une combinaison de lettres choisie arbitrairement. En 2013, il a décrit une autre espèce du genre comme Carmenelectra shehuggme (en anglais : elle devrait m'embrasser),,.
En 2001, Evenhuis et son collègue Marcos Báez ont décrit l'espèce Reissa roni, du nom du populaire mélange américain de riz et de pâtes Rice-A-Roni, citant le choix du nom dans la première description comme honorant feu l'entomologiste allemand Friedrich Reiss et son collègue. Ron Englund désigné. En 2002, Evenhuis a décrit les types pieza kake, pieza pi et pieza deresistans basés sur le plat pizza. En 2013, il a nommé une espèce de mouche de Polynésie française Campsicnemus popeye parce qu'elle ressemblait au personnage de dessin animé Popeye en raison des tibias épaissis de ses pattes,,.

## Premières descriptions
- infra-ordre † Anisopodomorpha Krzeminski & Evenhuis, 2000
- infra-ordre † Nadipteromorpha Krzeminski & Evenhuis, 2000
- Famille †Serendipidae Evenhuis, 1994
- Famille †Zhangobiidae Evenhuis, 1994
- Campsicnemus charliechaplini Evenhuis, 1996
- Campsicnemus popeye Evenhuis, 2013
- †Carmenelectra shechisme Evenhuis, 2002
- †Carmenelectra shehuggme Evenhuis, 2013
- Poecilognathus relativitae (Evenhuis, 1985)

## Record de frisbee
Le 12 mai 1980, Evenhuis a lancé un frisbee dans le record du monde Gridiron Mini Field Goal Distance, qui a duré 20 ans,.